# Henok Mulubrhan
Henok Mulubrhan (født 11. november 1999 i Asmara) er en cykelrytter fra Eritrea, der kører for XDS Astana Team.